# 亚磷酸二乙酯
亚磷酸二乙酯是一种有机磷化合物，化学式为(C2H5O)2P(O)H。它得益于P-H键的高反应性，是其他有机磷化合物的合成中的常用试剂。亚磷酸二乙酯是无色液体，分子构型为四面体形。

## 合成和性质
亚磷酸二乙酯有可能最先于1850年代，由三氯化磷与乙醇反应而成，但之后才有意制备。它的生成反应如下：
PCl3 + 3 C2H5OH → (C2H5O)2P(O)H + 2 HCl + C2H5Cl
在类似条件和碱的存在下，这个反应会生成亚磷酸三乙酯：
PCl3 + 3 EtOH + 3 R3N → P(OEt)3 + 3 R3NH + 3 Cl−
亚磷酸二乙酯的许多类似物都能制备。虽然化合物名为磷酸酯，但它与亚磷酸相似，绝大部分是膦酸酯（C2H5O)2P(O)H），可很多反应可以视为磷(III)互变异构体的反应。
(C2H5O)2PIII(OH)  ⇌  (C2H5O)2PV(O)H, K = 15 x 106（25 °C，水中）

## 反应

### 水解和醇解
亚磷酸二乙酯水解后生成亚磷酸。这个反应能用氯化氢催化。
亚磷酸二乙酯可以与醇产生酯交换反应。如果醇的沸点高，则这个转换反应可以通过去除醇而加速：
(C2H5O)2P(O)H + 2 ROH → (RO)2P(O)H + 2 C2H5OH
同样，胺可以取代乙氧基：
(C2H5O)2P(O)H + RNH2 → (C2H5O)(RN(H)P(O)H + C2H5OH

### P-烷基化
亚磷酸二乙酯可以与进行去质子化，因此可以作烷基化（米夏埃利斯-贝克尔反应）：
(C2H5O)2P(O)H + KOtBu → (C2H5O)2P(O)K + HOtBu
(C2H5O)2P(O)K + RBr → (C2H5O)2P(O)R + KBr
卤代芳烃的转化反应可以用钯催化剂催化。C-P偶联过程与布赫瓦尔德-哈特维希偶联反应类似。
亚磷酸二乙酯与格氏试剂的反应由去质子化和乙氧基的取代反应组成。这个反应可以生成仲氧化膦（如二甲基氧化膦），如下：
(C2H5O)2P(O)H + CH3MgBr → (C2H5O)2P(O)MgBr + CH4
(C2H5O)2P(O)MgBr + 2 CH3MgBr → (CH3)2P(O)MgBr + 2 MgBr(OC2H5)
(CH3)2P(O)MgBr + H2O → (CH3)2P(O)H + MgBr(OH)

### 氢膦酰化反应
亚磷酸二乙酯可以通过氢膦酰化反应与不饱和基团加成。例如，它与醛加成，方法与阿布拉莫夫反应相似：
(C2H5O)2P(O)H + RCHO → (C2H5O)2P(O)CH(OH)R
它也能通过普多维克反应或卡巴奇尼克-菲尔茨反应与亞胺反应， 生成氨基膦酸酯。